# Soyuz TM-31
Soyuz TM-31 là chuyến bay tàu vũ trụ Soyuz đầu tiên cập bến Trạm Vũ trụ Quốc tế (ISS). Tàu vũ trụ Soyuz-TM này đã chở các thành viên của Expedition 1, phi hành đoàn ISS dài hạn đầu tiên. Nó được phóng từ Baikonur, Kazakhstan vào lúc 07:51 UT ngày 31 tháng 10 năm 2000 bởi một tên lửa Soyuz-U.
Phi hành đoàn bao gồm các phi hành gia người Nga Yuri Gidzenko và Sergei Krikalyov, và William Shepherd, phi hành gia người Mỹ. Gidzenko là chỉ huy của chuyến bay lên, nhưng khi trên trạm vũ trụ, Shepherd trở thành Chỉ huy của phi hành đoàn dài hạn Expedition 1.
Tàu vũ trụ đóng vai trò tàu cứu sinh của phi hành đoàn trong khi cập bến ISS. Phi hành đoàn Expedition 1 đã được đưa trở lại Trái Đất bằng Tàu con thoi trong sứ mệnh STS-102 vào tháng 3 năm 2001 và tàu vũ trụ Soyuz TM-31 ở lại với trạm cho một phần của Expedition 2. Vào tháng 4 năm 2001, một tàu vũ trụ khác, Soyuz TM-32, đã đến trạm và đóng vai trò làm tàu cứu sinh của trạm vũ trụ. Phi hành đoàn trên tàu Soyuz TM-32, trong đó bao gồm khách du lịch không gian đầu tiên Dennis Tito, đã trở về Trái Đất tháng 5 trên tàu Soyuz TM-31. Phi vụ của Tito đôi khi được gọi là ISS EP-1.

## Phi hành đoàn
| Vị trí             | Phi hành gia phóng lên                                                                                | Phi hành gia trở về                                                                                              |
| ------------------ | --- | --- |
| Chỉ huy            | Yuri P. Gizdenko, Rosaviakosmos - Kỹ sư phi hành đoàn Expedition 1 - Chuyến bay vũ trụ thứ 2          | Talgat A. Musabayev, Rosaviakosmos - Thành viên phi hành đoàn ISS EP/ЭП-1 - Chuyến bay vũ trụ thứ 3 và cuối cùng |
| Kỹ sư chuyến bay 1 | Sergei K. Krikalyov, Rosaviakosmos - Kỹ sư phi hành đoàn Expedition 1 - Chuyến bay vũ trụ thứ 5       | Yuri M. Baturin, Rosaviakosmos - Thành viên phi hành đoàn ISS EP/ЭП-1 - Chuyến bay vũ trụ thứ 2 và cuối cùng     |
| Kỹ sư chuyến bay 2 | William M. Shepherd, NASA - Chỉ huy phi hành đoàn Expedition 1 - Chuyến bay vũ trụ thứ 4 và cuối cùng | Dennis A. Tito, Công ty Space Adventures - Thành viên phi hành đoàn ISS EP/ЭП-1 - Chuyến bay vũ trụ duy nhất     |

Chú thích:
- EP (tiếng Nga: ЭП, Экспедиция Посещения, Ekspeditsiya Posescheniya) nghĩa là phi hành đoàn ở ngắn ngày tại trạm vũ trụ.

### Phi hành đoàn dự phòng
| Vị trí             | Phi hành gia                        |
| ------------------ | ----------------------------------- |
| Chỉ huy            | Vladimir N. Dezhurov, Rosaviakosmos |
| Kỹ sư chuyến bay 1 | Mikhail V. Tyurin, Rosaviakosmos    |
| Kỹ sư chuyến bay 2 | Kenneth D. "Sox" Bowersox, NASA     |

## Những điểm nhấn trong phi vụ
Soyuz TM-31 đã kết nối với mô-đun Zvezda của Trạm vũ trụ quốc tế (ISS) vào khoảng 09:21 UT vào ngày 2 tháng 11. Tàu vận tải Progress/Tiến bộ M1-3 trước đó kết nối với Zvezda đã rời trạm để nhường chỗ cho Soyuz. Phi hành đoàn gồm hai người Nga và một người Mỹ dành hơn ba tháng trên ISS, và trở về Trái Đất trong tàu con thoi Mỹ (STS-102) vào tháng 2 năm 2001. Trong những ngày đầu, phi hành đoàn đã kích hoạt nhiều hệ thống hỗ trợ sinh sống và tạo ra một mạng lưới máy tính xách tay giúp chạy tất cả các hệ thống trong ISS. Các tháng còn lại được phân bổ cho việc tập thể dục và luyện tập sức bền trong không gian. Phi hành đoàn là nhóm bắt đầu chuỗi thời gian mà luôn có sự xuất hiện của loài người trên ISS và không gian, đến nay vẫn được giữ.